# Orazio Torriani

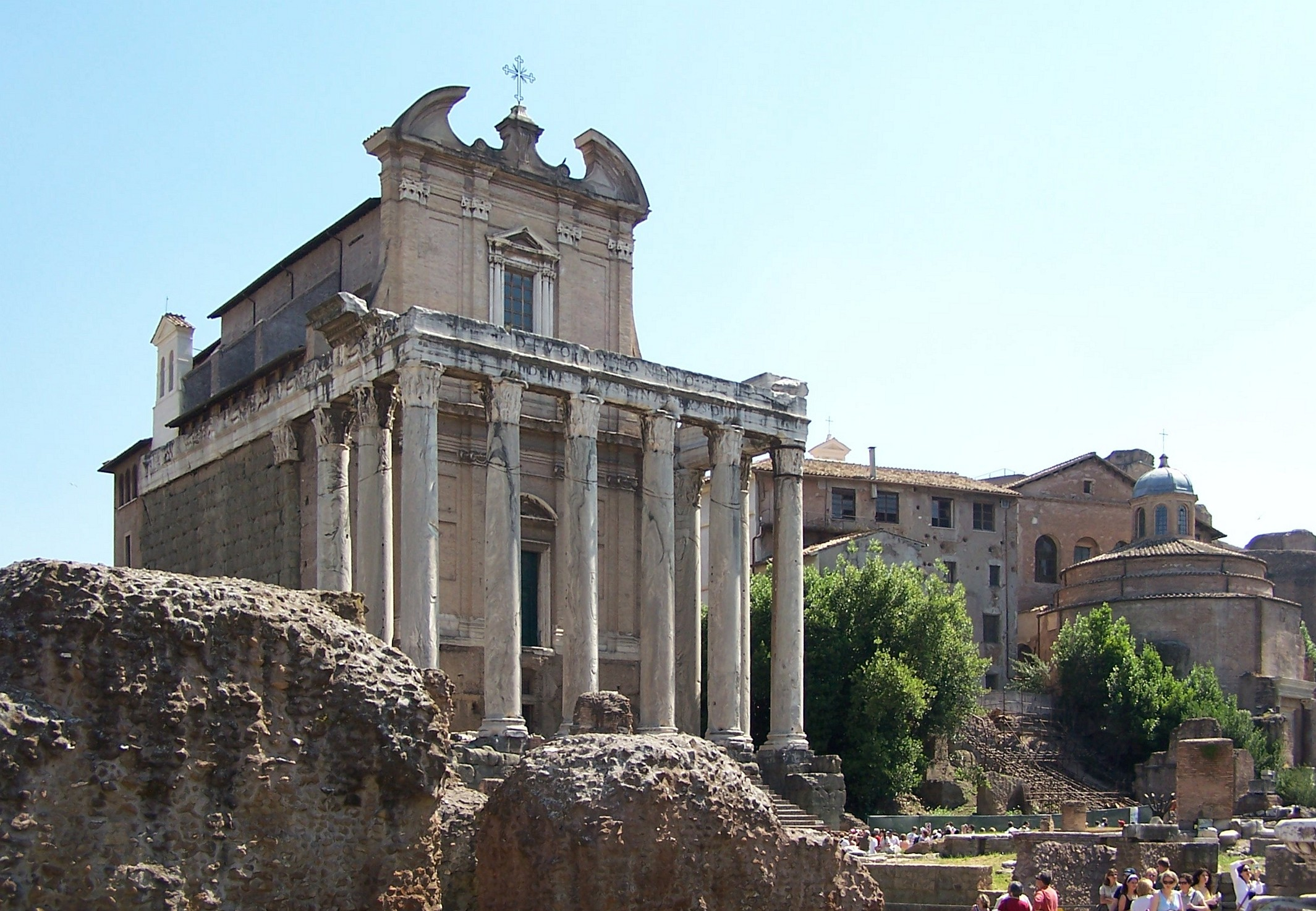
La chiesa di San Lorenzo in Miranda, ricostruita da Orazio Torriani nel 1602, emerge oltre le colonne del Tempio di Antonino e Faustina nel Foro Romano.

Orazio Torriani (Bracciano, 1578 – Roma, 1657) è stato un architetto italiano, attivo soprattutto a Roma nella prima metà del Seicento, allievo forse dell'architetto Domenico Fontana o comunque nella sua cerchia.

## Biografia
Orazio Torriani (in passato chiamato talora Torrigiani) compare nel Seicento come direttore dei lavori di ricostruzione (il progetto era di Giacomo Della Porta) della chiesa di San Lorenzo in Miranda, situata all'interno del Tempio di Antonino e Faustina nel Foro Romano e appartenente al Nobile Collegio degli Speziali. Suoi furono invece i disegni per la facciata, almeno nel primo ordine (concluso entro il 1616), e per l'altar maggiore (completato nel 1637).

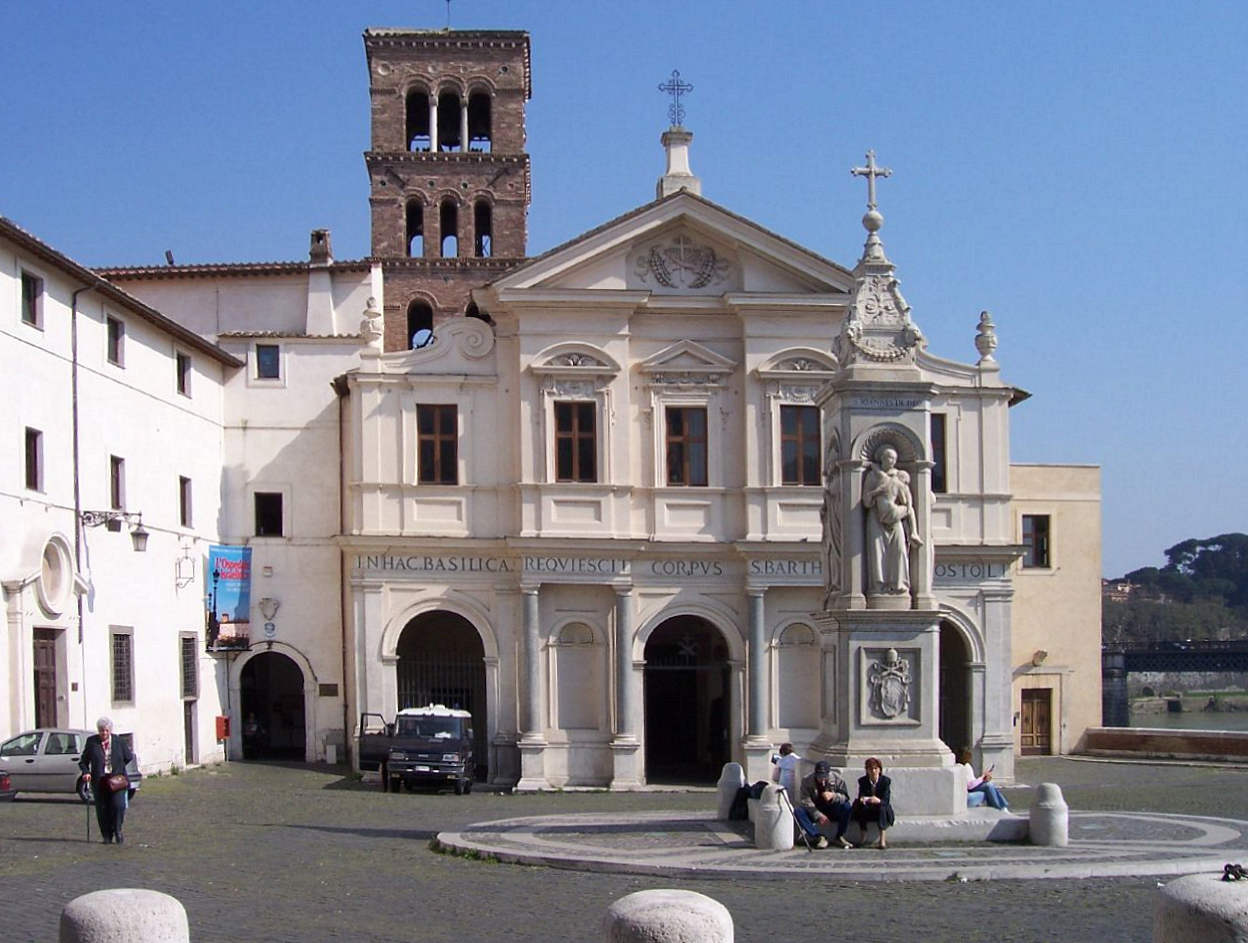
La facciata, estremamente mossa pur nella purezza delle linee, della basilica di San Bartolomeo all'Isola, progettata dal Torriani nel 1623-1624.

Successivamente si occupò del rifacimento della chiesa di Sant'Ambrogio della Massima, presso il Portico di Ottavia, che realizzò tra il 1606 e il 1634 su incarico dei fratelli Beatrice e Ludovico de Torres, monaca benedettina l'una e cardinale l'altro, collaborando con Carlo Maderno e incorporando nel nuovo edificio i resti di quello precedente. Vennero poi le committenze in Trastevere da parte dei monaci benedettini di San Paolo fuori le mura, sia per la sistemazione a monastero del palazzo di San Callisto (1608-1618), ceduto loro da papa Paolo V, sia per la riedificazione dell'annessa chiesa di San Callisto (1610) che, nonostante i numerosi e pesanti interventi di restauro succedutisi nel corso dei secoli, conserva tuttora la facciata secentesca.
In seguito ridisegnò anche la veste esteriore del palazzo Mignanelli al Parione, ceduto alla famiglia Fonseca agli inizi del Seicento, e, in una delle sue non frequenti sortite fuori Roma, collaborò con Pietro Provedi al progetto e alla realizzazione della basilica del Gesù Vecchio nel centro di Napoli. Nel 1623-1624, su incarico del cardinale Gabriel Trejo y Paniagua, elaborò il progetto per il rinnovo della facciata dell'antica basilica di San Bartolomeo all'Isola (sull'Isola Tiberina) e poi si dedicò alla costruzione della chiesa nazionale dei calabresi intitolata a San Francesco di Paola (1624-1630).

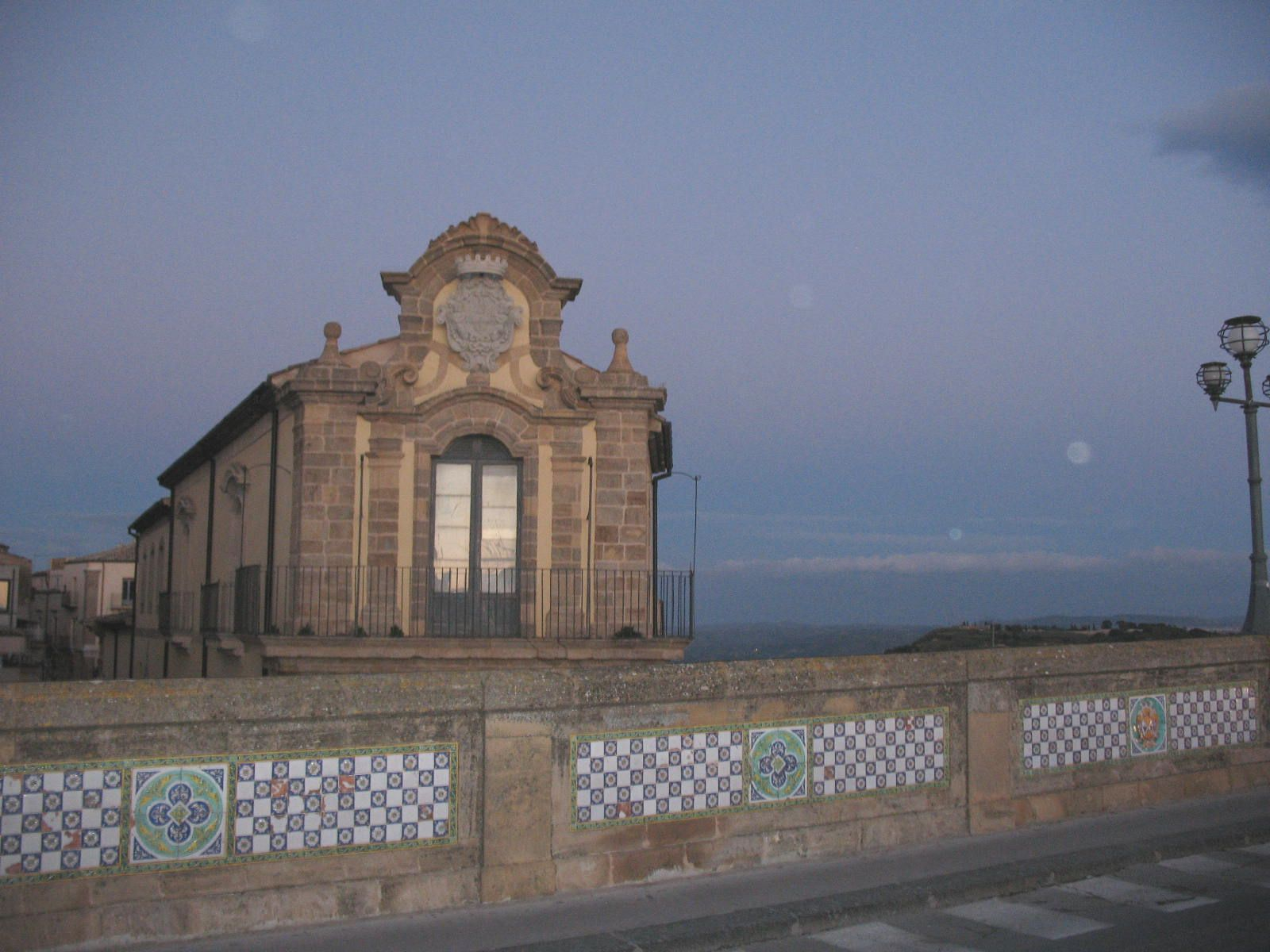
Parapetto del ponte di San Francesco d'Assisi a Caltagirone, progetto del 1626. Di fronte si erge il palazzo Sant'Elia.

In quegli anni fece anche parte, con gli architetti Martino Longhi il Giovane, Carlo Maderno e Paolo Marucelli, di una commissione incaricata di supervisionare il lavoro del gesuita Antonio Sasso, subentrato a padre Orazio Grassi nell'edificazione della chiesa di Sant'Ignazio di Loyola in Campo Marzio; tuttavia le loro raccomandazioni, che non prevedevano alcun intervento aggiuntivo ma solo il rispetto scrupoloso del progetto originale, non furono accolte e la chiesa dei gesuiti fu quindi completata (1626) in base a disegni ampiamente riveduti.
Nel frattempo (1626-1627) era stato chiamato in Sicilia dal nuovo vescovo di Catania, il romano Innocenzo Massimo, per metter fine alla querelle interminabile del nuovo Duomo di Piazza Armerina che si protraeva da quasi trent'anni e che aveva già visto fallire almeno tre validi progetti: la sua proposta fu accettata e Torriani poté innalzare il nuovo e imponente edificio sulle rovine dell'antica Chiesa Madre, inglobandovi quanto restava del precedente campanile e utilizzando la chiave stilistica del laterizio sia come materiale da costruzione alternativo alla pietra sia come elemento decorativo. Più o meno contemporaneo è anche il suo progetto per il monumentale ponte di San Francesco d'Assisi a cinque arcate nella vicina città di Caltagirone, che riprende con sistematicità gli stessi stilemi artistici.

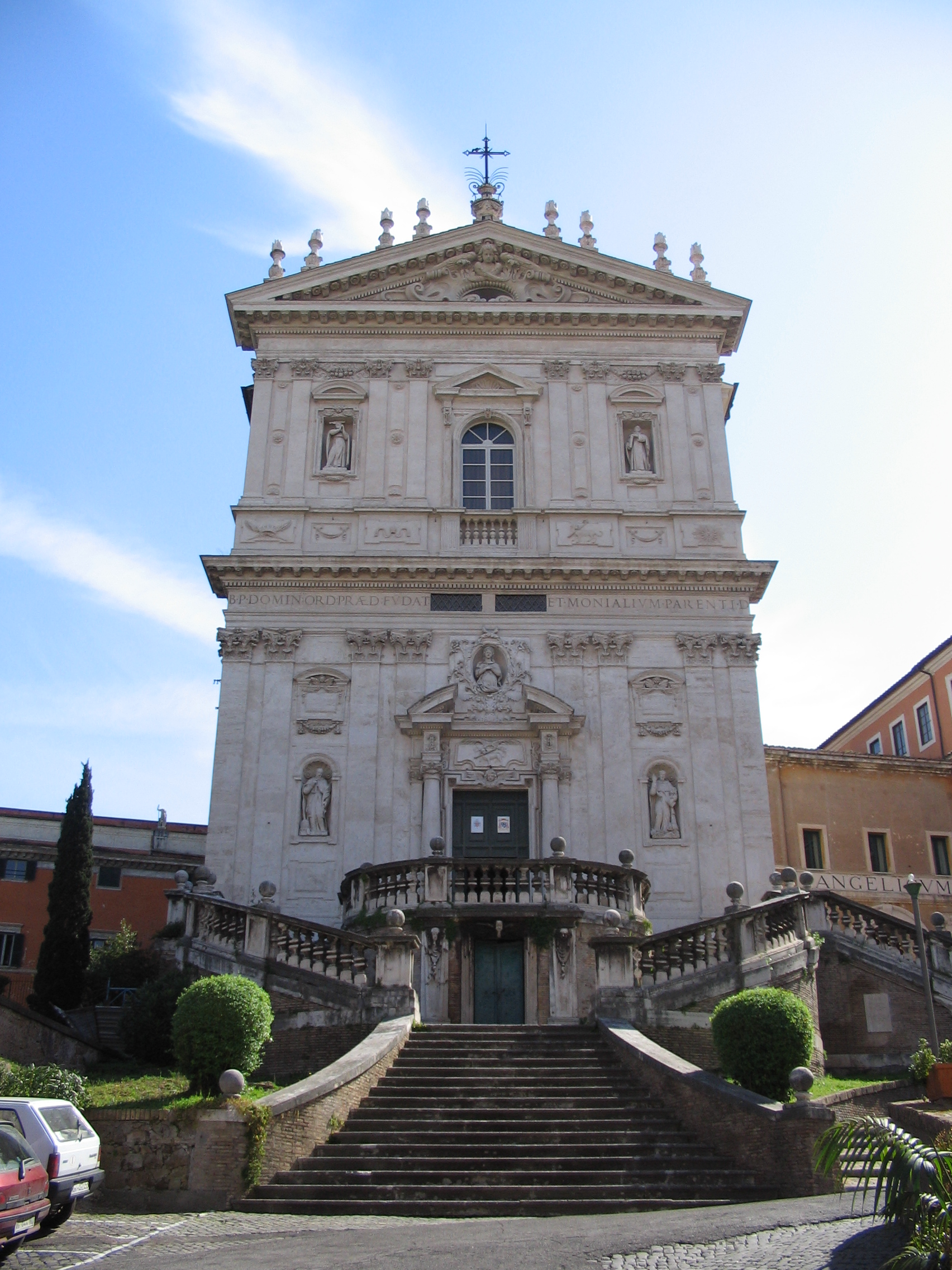
L'ariosa scalinata "a tenaglia" (1654) della chiesa dei Santi Domenico e Sisto, generalmente attribuita al Torriani.

A Roma, invece, il 10 maggio 1626 siglò i disegni del nuovo convento del Terzo Ordine Regolare di San Francesco, innalzato sugli antichi edifici del Foro Romano in un unico blocco con la basilica dei Santi Cosma e Damiano, pure restaurata su suo progetto (1632) per volontà di papa Urbano VIII. I lavori furono poi diretti da Luigi Arrigucci e consistettero nel rialzare di ben 7 metri il livello del terreno così da portarlo alla quota del Foro di Vespasiano (chiamato all'epoca Campo Vaccino) ed evitare in tal modo le infiltrazioni d'acqua.
Sembra ormai assodato che appartenga a Orazio Torriani il disegno del tabernacolo marmoreo, ricco di pietre semipreziose e bronzi dorati, realizzato per l'altar maggiore della basilica di Sant'Agostino in Campo Marzio (1627), spesso attribuito a Gian Lorenzo Bernini. Così pure è stata generalmente accettata la sua paternità per l'ampia scalinata "a tenaglia" (1654) che porta alla chiesa dei Santi Domenico e Sisto sul Quirinale, edificio sacro alla cui costruzione (durata quasi cent'anni) non dovrebbe invece aver preso parte, mentre vi intervennero diversi altri architetti, compreso suo fratello Nicola.

### Disegni e installazioni effimere
Più di trenta disegni di Orazio Torriani sono oggi conservati nella Kunstbibliothek di Berlino, di cui alcuni riferibili alle cosiddette opere "effimere", cioè non permanenti. Infatti, come tutti gli architetti e progettisti del Rinascimento e del Barocco, anche Torriani venne chiamato a concepire allestimenti del tutto temporanei per feste e occasioni particolari, ed è possibile che proprio in questa tipologia di lavori egli abbia espresso gli sviluppi più arditi della sua arte.
Di questa sua produzione ("effimera" anche nel venir tramandata) conosciamo solo un talamo papale approntato per la processione alla basilica di Santa Maria sopra Minerva in occasione della solenne festa del Rosario del 5 ottobre 1625, di cui è rimasta documentazione grazie a un'incisione: era una sorta di piccolo palco protetto da un baldacchino, sorretto a sua volta da colonne tortili analoghe a quelle realizzate dal Bernini per il Baldacchino di San Pietro.